# 假面軍勢

第一部劇情的假面軍勢

假面軍勢是日本漫畫《BLEACH》中登場的團體，是由踏入虚的領域的死神、可以虛化的死神组成，可以突破靈魂強度的限制，而鍛鍊獲得比純死神更強大的力量。

## 概要
假面軍勢成員共有八人，所有成員在110年前（第二部劇情的112年前）皆為屍魂界正副隊長級人物，但在101年前被藍染作為虛化實驗的對象，雖被隨後到場的浦原喜助及鬼道眾大鬼道長握菱鐵齋給打斷，卻因此被中央四十六室下令全體處決，所幸被當時的二番隊長四楓院夜一搶救出。而後浦原使用了其發明出來的物質『崩玉』以及將滅卻師光箭和人類魂魄結合製成的疫苗，成功讓八人得以用『虛化』駕馭虛的力量並藉由不含靈子體的義骸藏身於現世。
經過空座町大戰後，平子、樓十郎、拳西正式回到屍魂界，遞補藍染、市丸銀、東仙要叛變後留下的隊長職缺，重回隊長的崗位。久南白則被調回九番隊，擔任瀞靈廷通信的記者。
千年血戰篇落幕十年後，莉莎回歸護廷十三隊遞補春水和七緒升遷總番隊後留下的隊長職缺，成為繼任八番隊隊長。只剩下日世里、羅武和鉢玄並未回到屍魂界任職。
假面的西班牙原文是「Vizard」。

## 成員
平子真子（Hirako Shinji）
日本配音：小野坂昌也；台灣配音：吳文民；香港配音：蔡忠衛→陳冠宏（DVD版）／陳振聲（Animax版）
護廷十三隊五番隊隊長（110年前） → 假面軍勢成員 → 護廷十三隊五番隊隊長（死神代理消失篇起）。
猿柿日世里（Sarugaki Hiyori）
日本配音：高木禮子；台灣配音：錢欣；香港配音：林芷筠（DVD版）／林寶怡（Animax版）
護廷十三隊十二番隊副隊長 ＆ 技术开发局研究室室长（110年前） → 假面軍勢成員。
生日8月1日，身高133公分，體重26公斤。
綁成兩束短髮辮的金髮（就任副隊長時期留著較長的金髮），臉上有雀斑，左邊髮際別著綴有彩色珠子的髮夾，穿著紅色運動服的拖鞋女孩。個性傲嬌，有暴力傾向，經常罵人「禿子」，討厭死神與人類。但是她的戰鬥力不俗，可以僅憑單手持一隻拖鞋的狀態將平子揍飛，甚至因此破壞缽玄設下的結界。其实内心还是比较温和，容易受外界因素影响。像浦原的笑容與肯定，使她轻易地帮助研究所工作，虽然过后都会有所抱怨。過去曾經當著平子等人的面前，大罵搭訕她的對象，令平子等人飽受驚嚇。此外，日世里也會因為假面軍勢根據地附近的貓對她相當冷淡，而遷怒和貓玩耍的缽玄。
和平子关系不错，兩人見面總會打起来。曾被平子吐槽她的歌聲讓人不敢恭維 。根據平子所說，她將曳舟桐生（浦原喜助的上一代十二番隊隊長，升遷至零番隊）視為母親般的存在，因此經常刁難當時剛接任為十二番隊隊長的浦原喜助，但浦原不僅沒有對她生氣，還更加關心她的舉動，反讓日世里更加無法接受，一直到蛆蟲巢事件為止，才對浦原徹底改觀。任職技術開發局研究室室長期間，經常和涅繭利與近發生口角衝突，還曾經為了洩憤而動手摔碎實驗室的樣品。後來受到浦原的委託，前往拳西與白執行任務的現場勘查，卻因此遭到虛化拳西的攻擊，成為第三位觸發虛化的假面成員。其內在虛化控制戰，甚至創下假面軍勢成員裡最長的時間記錄（69分鐘）。
破面篇，當平子試圖招攬一護加入假面軍勢卻還沒得到回應時，日世里出手教訓平子並斥責對方辦事不力，還順勢調侃茶渡泰虎與井上織姬的姓名與形象。之後她和平子先後在假面軍勢基地和一護短暫交手，並負責指導後者的修行，但因為原本不願用虛化狀態作戰的一護忽然虛化對她發動攻擊，險些發生危險，被其他假面軍勢成員及時解危。還趁著露琪亞與織姬會談時從天而降，將織姬帶往假面軍勢基地會晤有昭田鉢玄。後來在空座町作戰時，和莉紗以及日番谷冬獅郎聯手對付破面NO.3蒂雅·赫麗貝兒，展開激烈交戰，被市丸銀用『神鎗』斩斷下半身（動畫版改為被『神鎗』刺穿腹部），有昭田鉢玄對日世里設下結界保護治療一段時間後，由卯之花烈接手為日世里治療。空座町大戰結束後，日世里因為討厭死神的緣故，選擇和其他假面成員繼續留在現世。她對於平子等人選擇回歸屍魂界的舉動感到非常不滿，還拒絕協助浦原喜助處裡商店的事務，但為了報答一護擊敗藍染惣右介的人情，仍決定運用自己的靈壓，協助浦原喜助製成協助一護恢復死神力量的靈刀（動畫版增加日世里在代理死神消失篇尾聲，透過手機對平子咆哮的劇情）。
千年血戰篇，和莉紗在離開澡堂的途中，發現空間出現異常的裂縫，接受平子和涅繭利的委託，負責修復現世和屍魂界之間的扭曲現象，偕同夜一於發生過扭曲現象的地點蒐集殘留的能量。後於一護等人前往靈王宮阻止友哈巴赫的期間，返回屍魂界協助喜助，對於喜助特地讓一護等人先行出發的動機感到質疑。於被改造成真世界城的靈王宮和假面軍勢成員對抗對抗巨型化的「M」傑拉德·瓦爾基里，但反被對方輕鬆制伏。無形帝國戰役落幕後，日世里仍選擇待在人間生活，十年後於街角偶遇一護和織姬的兒子一勇。
作者在附錄特典集賦予日世里的關鍵詞為「激」。
斬魄刀『馘大蛇』（Kubikiriorochi）
解放語「斬断他，馘大蛇」
一把刀刃端為一排整齊缺口的大刀，能力不詳，猜測為直接攻擊型斬魄刀。解放前的斬魄刀護手呈橢圓形，且護手上有類似桃心狀的花紋。
「虛化」
其虛化面具的額部中央附有一隻尖角，額頭部分有一排菱形花紋。
「虛閃（Cero）」
從口中發出的虛閃，動畫中顏色為紅色。第二部劇情對抗「M」傑拉德·瓦爾基里時則是同時從口裡和雙掌間釋放，但反被對方輕鬆擋下。
愛川羅武（Aikawa Rabu）
日本配音：稻田徹；台灣配音：吳文民；香港配音：陳志強（DVD版）／李建良（Animax版）
護廷十三隊七番隊隊長（110年前）→ 假面軍勢成員。
生日10月10日，身高189公分，體重86公斤。
喜歡大笑甚至笑到流淚，五角星狀的髮型配上墨鏡，穿著綠色運動外套的男子，斬魄刀以斜背帶方式配帶，喜歡看漫畫，但不常分樓十郎看，能虛化3分鐘。經常在樓十郎發表自己的美學理論時吐嘈對方（曾經在空座町大戰，揪著樓十郎的頭髮使其離開瓦礫堆）。出於不明因素影響，還開始嘗試著自己繪製漫畫，但因為本身沒有繪圖天份，所以選擇和某人合作完成漫畫。力氣很大，可輕鬆揮動類似天狗丸般體積龐大的武器，且移動速度不稍減緩，甚至還能徒手扳開並撕碎一頭基力安的頭部。
110年前的羅武留著圓形爆炸頭，配戴白框太陽眼鏡，被藍染算計後逃到現世。
破面篇，當一護待在假面軍勢基地進行內在虛化控制訓練時，羅武是第三個進入結界，和虛化一護交手的假面軍勢成員。與假面軍勢在空座町作戰，和樓十郎與破面NO.1柯泰雅展開激烈交戰，後與藍染交戰時受到重創。空座町大戰結束後，羅武與其他假面軍勢成員接受了救護班的治療。由於羅武認為沒有漫畫的人生將會變得乏味無趣，故選擇和其他假面軍勢成員留在現世。代理死神消失篇，運用自己的靈壓，協助浦原喜助製成協助一護恢復死神力量的靈刀。
千年血戰篇，協助日世執行修復現世和屍魂界之間的扭曲現象的工作，於一護等人前往靈王宮阻止友哈巴赫的期間，返回屍魂界協助喜助，於被改造成真世界城的靈王宮和假面軍勢成員對抗對抗巨型化的「M」傑拉德·瓦爾基里，但反被對方輕鬆制伏。
斬魄刀『天狗丸』（Tengumaru）
解放語「擊碎他吧、天狗丸」
解放後宛如特大號仙人掌的狼牙棒，具有強大的蠻力和爆發力。而且天狗丸雖然看起來非常笨重，但羅武仍可以一手輕鬆揮動天狗丸，甚至可加以高速旋轉，利用其重量加上離心力進行攻擊。
技『熾熱之小錘』（Hifuki no Kozuchi）
在天狗丸上灌注大量靈壓使其產生出爆烈性的火焰，再快速向下擊出轟碎敵人，是具有很大爆發力的招數。
「虛化」
其虛化面具額部有兩隻小尖角，似獅子或惡鬼造型。
「鏡開」
雙手直接插進大虛的眉間，接著徒手將它撕成兩半的招式，雖然此招不需用刀，卻需要純粹的腕力和高強的身體能力。
鳳橋樓十郎（Otoribashi Rojuro）
日本配音：樫井笙人；台灣配音：林谷珍；香港配音：葉偉麟（DVD版）／黎景全（Animax版）
護廷十三隊三番隊隊長（110年前）→ 假面軍勢成員 → 護廷十三隊三番隊隊長（死神代理消失篇起）。
六車拳西（Muguruma Kensei）
日本配音：杉田智和；台灣配音：劉傑→于正昇；香港配音：黎家希（DVD版）／陳旭恆（Animax版）
護廷十三隊九番隊隊長（110年前） → 假面軍勢成員 → 護廷十三隊九番隊隊長（死神代理消失篇起）。
久南白（Kuna Shiro）
日本配音：神田朱未；台灣配音：馮嘉德；香港配音：陳琴雲（DVD版）／賴芸芬（Animax版）
護廷十三隊九番隊副隊長（110年前） → 假面軍勢成員 → 護廷十三隊九番隊成員·瀞靈廷通信記者（死神代理消失篇起）。
矢胴丸莉紗（Yadoumaru Lisa）
日本配音：服部加奈子→石塚沙賴；台灣配音：錢欣；香港配音：陳安瑩（DVD版）／賴芸芬（Animax版）
護廷十三隊八番隊副隊長（110年前） → 假面軍勢成員 → 護廷十三隊八番隊隊長（結局）。
有昭田鉢玄（Ushoda Hachigen）
日本配音：長嶝高士；台灣配音：李香生→曹冀魯；香港配音：李建良（DVD版）／陳旭恆（Animax版）
鬼道眾副鬼道長（110年前） → 假面軍勢成員。
生日9月8日，身高257公分，體重377公斤。
粉紅色短髮，頭上有黑色交叉骨頭印記，習慣穿著淺綠色西裝的胖子（110年前的短髮，留著兩束翹起來的模樣）。個性溫和，但似乎對自己的力氣沒甚麼知覺，即使是輕輕的將手放在對方頭上，並試著讓對方稍微轉頭以便於觀察，對一般人而言力道卻足以讓他們感到相當難受。雖然喜歡和根據地附近的貓群玩耍，但因為擔心日世里會遷怒於他，所以不敢在日世里的面前和貓互動。擅長鬼道的縛道結界，結界能力和井上織姬相似，不過缽玄曾經表示，自己的恢復法術是偏向空間回歸，非一般治療法術，而且必須要準確指定要回歸的對象，才能啟動該項法術。根據樓十郎的說法，缽玄會主動幫助織姬修復盾舜六花之一的樁鬼，主要是因為找到能力類似的對象感到像家人一樣的親切感，還對她的能力稍做分析並給予建議。此外，缽玄也有一把斬魄刀，但能力未知且使用次數不多。
101年前就任鬼道眾副鬼道長時期，缽玄奉上級命令，前往拳西與白出事的郊區展開支援行動，並試圖利用鬼道阻止虛化的拳西對其他人發動攻擊，仍不敵對方的攻勢遭到重創並觸發虛化，因而跟著平子等人潛逃至到現世。成為假面之後，缽玄亦開發了多種結界能力，甚至能夠施展方柱型的結界，瞬間截斷一群基力安的頭部。
破面篇，黑崎一護進行內在虛化控制戰的時候，對一護設下了防護結界，以免於外力干擾。當平子出面擊退葛力姆喬，替一護解危之後，鉢玄為身受重傷的一護處裡傷勢，並特別囑咐露琪亞必須儘可能的將一護帶離擁有接近虛靈壓的人，才能順利復原。在空座町與碎蜂合作，與十刃「No.2」拜勒崗展開激烈交戰，利用結界將受到拜勒崗的「死之吹息」影響的右手移到拜勒崗體內殺死他。在日世里遭市丸銀重創倒地後設下結界幫她維持身體狀態，便將身負重傷的日世里交給隨後趕到現世的四番隊長卯之花烈進行治療。空座町大戰結束後，缽玄與其他假面軍勢成員接受了救護班的治療，為了維持假面軍勢基地的結界，選擇和其他假面成員繼續留在現世。代理死神消失篇，運用自己的靈壓，協助浦原喜助製成協助一護恢復死神力量的靈刀。
千年血戰篇，協助日世里執行修復現世和屍魂界之間的扭曲現象的工作，於一護等人前往靈王宮阻止友哈巴赫的期間，返回屍魂界協助喜助，於被改造成真世界城的靈王宮和假面軍勢成員對抗對抗巨型化的「M」傑拉德·瓦爾基里，但反被對方輕鬆制伏。
「虛化」
其虛化面具整體猶如印地安部族的頭飾加上峇里島與泰國等東南亞樂舞用面具。
斬魄刀（名稱不明）
有著方型護手的斬魄刀，可利用縛道結界來召喚，具體能力不明。
破道之四「白雷」
從指尖放出一道雷。
破道之三十三「蒼火墜」
對對手施加爆炎。
破道之六十三「雷吼炮」
放出帶有雷的爆炮。
縛道之六十三「鎖條鎖縛」
用鎖鍊困住對手。
縛道之七十五「五柱鐵貫」
以五角長白柱封對手的五體。
縛道之九十九「禁」
用皮帶和釘拘束對手的雙臂。
『八爻雙崖』
偽裝形的高等結界，一般人會下意識躲開，亦可防止外部來的靈壓偵察。
『起立鼓掌』
瞬間釋放多個方柱狀結界，將對手困入其中，藉此截斷對手的身軀，缽玄曾於空座町戰爭施展此技，瞬間解決多頭基力安。
『匣遺』
將小型物體放進矩型的結界，傳入近距離的某空間，缽玄曾藉著此招，將遭到破面NO.2拜勒岡老化能力侵蝕的右手，放進拜勒岡的體內擊敗對方。
『五養蓋』
用橙色的五角型結界保護傷者，避免傷勢惡化。
『六方封陣』
創造出分別指向東、西、南、北、天、地的六根綠色柱狀結界，將對手圍困其中。
『巧克力棒曲線球』
第二部劇情增加的招式，創造出多枚立體方柱形結界射向對手，但對「M」傑拉德·瓦爾基里無效。
『四兽塞门』
由「龍尾的城門」（巨大的白色防護牆）、「虎咬的城門」（大型盾牌）、「龜鎧的城門」（龜甲形盾）和「鳳翼的城門」（紅色圓環狀）組合而成的巨大四方結界。